# Gavi
Gavi – miejscowość i gmina we Włoszech, w regionie Piemont, w prowincji Alessandria.
Według danych na styczeń 2010 gminę zamieszkiwały 4703 osoby przy gęstości zaludnienia 92,4 os./km².
Okolica Gavi znana jest z białego wina objętego apelacją DOCG Gavi albo Cortese di Gavi, produkowanego z winogron cortese.